# Непесов Арслан Сакоєвич
Арслан Сакоєвич Непесов — туркменський державний і політичний діяч, дипломат. Державний міністр. Надзвичайний і Повноважний Посол Туркменістану (02.2007-03.2008)

## Біографія
Голова виробничої асоціації «Фармація» — заступник міністра охорони здоров'я Туркменістану. Голова Торгово-промислової палати Туркменістану. Державний міністр — голова державної акціонерної корпорації «Туркменхали» з випробувальним терміном на один рік.
8 травня 2001 — 10 березня 2006 — голова Державного комітету Туркменістану з туризму і спорту. Одночасно, голова Національного Олімпійського комітету Туркменістану.
З лютого 2007 по 19 березня 2008 — Надзвичайний і Повноважний Посол Туркменістану в Україні. Звільнений з посади «за серйозні недоліки, допущені в роботі», одночасно, позбавлений дипломатичного рангу Надзвичайного і Повноважного Посла.
В червня 2008 року засуджений до 7 років виправних трудових таборів.